# Teodoro Teganista

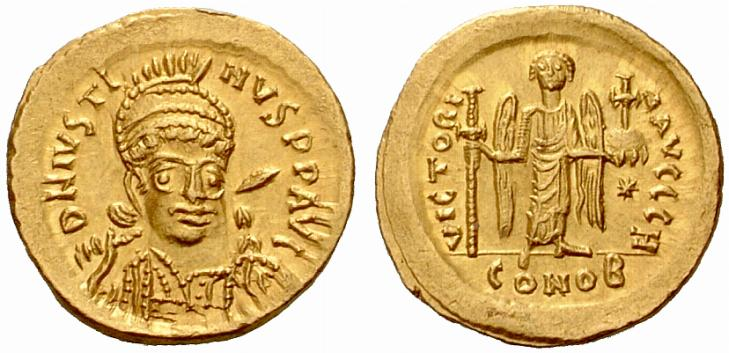
Soldo de r.

Teodoro (em latim: Theodorus), dito Teganista (em grego: Τηγανιστής; romaniz.: Teganistés) foi um oficial bizantino do século VI que esteve ativo durante o reinado dos imperadores Anastácio I Dicoro (r. 491–518) e Justino I (r. 518–527). Irmão do futuro prefeito urbano de Constantinopla Trifão, é citado pela primeira vez antes dos anos 520 quando exerce o ofício de prefeito urbano por duas vezes: a primeira em alguma data desconhecida, talvez o final do reinado de Anastácio I, e a segunda em 518-519, no começo do reinado de Justino I. Talvez durante o primeiro ano do reinado de Justino, Teodoro participou na exibição teatral de Constantinopla quando os membros do circo exigiram a restituição de seus dançarinos.
Segundo João Malalas, Teodoro tornou-se cônsul antes de 521, mas como seu nome não é citado nas listas consulares, talvez foi um consulado honorífico. Em 520, tornou-se novamente prefeito urbano. Neste mandato é lembrado pela construção de uma igreja de Justino e seu sobrinho e sucessor Justiniano (r. 527–565) e um arco quádruplo. Em 13 de fevereiro de 524 foi novamente nomeado prefeito urbano, em substituição de Teódoto Colocíntio, desta vez mantendo o ofício até 1 de dezembro de 526. Sabe-se, também, que durante uma de suas prefeituras ele ergueu uma estátua em memória de Justino na costa de Constantinopla.